# Warrap (delstat)
Warrap er en af de ti delstater i Sydsudan med hovedstad i Kuajok. Warrap ligger i regionen Bahr el Ghazal. Staten blev etableret  i 2005 efter underskrivelsen af den omfattende fredsaftale mellem Sudan People Liberation Movement (SPLM), ledet af Dr. John Garang de Mabior, og Sudans regering under ledelse af præsident Omar Hassan El Bashir. Den blev efterfølgende en del af Sydsudan efter en vellykket løsrivelse fra Sudan den 9. juli 2011. 
Delstaten Warrap  består af seks amter, nemlig Tonj South County, Tonj North County, Tonj East county, Gogrial East County, Gogrial West County og Twic County.
Wanhalel, stedet hvor Jieng Council of Elders (en) sædvaneret opstod, og hjemby for den fremtrædende politiker, Hon. Nhial Deng. Nhial ligger i Tonj South County i Warrapdelstaten. Den nuværende  guvernør er H.E.Amb. Bol Wek Agoth  som overtog efter  Gen. Magok Magok Deng.

## Beliggenhed
Delstaten Warrap  ligger i regionen Bahr el Ghazal. Mod nord ligger den omstridte region Abyei, mod øst ligger delstaten Unity. Mod vest ligger Western Bahr el Ghazal og Northern Bahr el Ghazal, og mod syd ligger delstaten Lakes.

## Historie
I 2015 etablerede et præsidentielt dekret et nyt system med 28 delstater, der erstattede de tidligere etablerede 10. Delstaten Warrap blev erstattet af staterne Twic, Gogrial og Tonj. Delstaten Warrap blev genetableret ved en fredsaftale underskrevet den 22. februar 2020.

## Oversigt
Delstaten Warrap  har et areal på 31.027 km², og har hovedstad i byen Kuajok. Alle delstater i Sydsudan er opdelt i amter (Countys), der hver ledes af en amtskommissær udpeget af Præsidenten for Republikken Sydsudan.
| Amt          | Areal (km2) | Befolkning folketælling 2008 | Amtskommissær                 |
| ------------ | ----------- | ---------------------------- | ----------------------------- |
| Gogrial East | 3.890,55    | 103.283                      | Maluach Malueth               |
| Gogrial West | 4.754,37    | 243.921                      | Makuc Aruol Luach             |
| Tonj South   | 7.449,73    | 86.592                       | Nhial Deng Nhial (fungerende) |
| Tonj North   | 11.012,05   | 165.222                      | Kuol Akoon Kuol               |
| Tonj East    | 3.990,61    | 116.122                      | John Deng Kok                 |
| Twic         | 3.922,65    | 204.905                      | Deng Tong Goch                |

De vigtigste religioner i Warrap  er de traditionelle afrikanske religioner, kristendom (katolicisme, protestantisme).